# Snarford
Snarford – wieś i civil parish w Anglii, w Lincolnshire, w dystrykcie West Lindsey. W 2001 civil parish liczyła 47 mieszkańców. Snarford jest wspomniana w Domesday Book (1086) jako Snardesforde/Sner(t)eforde/Suardesforde.